# سد مائنت سامبون
سد مائنت سامبون (تایلندی: เขื่อนแม่งัดสมบูรณ์ชล; آرتی‌جی‌اس: Khuean Mae Ngat Sombunchon) یک سد برق‌آبی در تایلند است که در استان چیانگ‌مای واقع شده‌است.